# Frank Träger (Physiker)
Frank Träger (* 4. Juni 1948 in Meerane; † 13. Januar 2022) war von 1990 bis 2013 Inhaber des Lehrstuhls für Experimentalphysik I an der Universität Kassel.

## Leben
Frank Träger studierte von 1967 bis 1973 Physik und Mathematik an der Universität Heidelberg. Im Jahr 1976 folgten seine Promotion und 1981 die Habilitation. Es schlossen sich 1981/82 und in den Folgejahren mehrere Aufenthalte als Gastwissenschaftler am IBM Almaden Research Center in San José (Kalifornien) an. Frank Träger wurde 1986 zum Professor ernannt und war von 1990 bis 2013 Inhaber des Lehrstuhls für Experimentalphysik I an der Universität Kassel. Er beschäftigte sich mit der Entwicklung neuer Methoden zur kontrollierten Herstellung von Nanostrukturen auf Oberflächen mit Hilfe frequenzveränderlichen Laserlichts, mit deren linearen und nichtlinearen optischen Eigenschaften sowie mit der Ultrakurzzeitdynamik in metallischen Nanostrukturen. Das Spektrum seiner Arbeiten wurde abgerundet durch die Abbildung von DNA zur Analyse schwerionen-induzierter Strahlenschäden in der Krebstherapie, das Studium laserinduzierter Oberflächenreaktionen sowie der Adsorption und Orientierung ultradünner Filme auf Oberflächen.
Frank Träger hat zahlreiche Konferenzen im In- und Ausland organisiert und ist Mitglied einer Reihe von Fachgesellschaften und Organisationskomitees internationaler Kongresse. Er war von 1995 bis 2012 Chefredakteur der im Springer Verlag erscheinenden internationalen Zeitschrift Applied Physics B - Lasers and Optics. Weiterhin ist er Herausgeber des Springer Handbook of Lasers and Optics.
Träger war von 1995 bis 1996 Dekan des Fachbereichs Physik und von 2002 bis 2010 der Gründungsprecher und Organisator des Wissenschaftlichen Zentrums CINSaT der Universität Kassel.

## Publikationen (Auswahl)
- Springer Handbook of Lasers and Optics. Springer, Berlin 2012, ISBN 978-3-642-19408-5.
- Metal Clusters. Springer, Heidelberg 1986, ISBN 978-3-642-71573-0.
- über 190 Publikationen[4] in referierten Fachzeitschriften

## Mitgliedschaften
- 2002 Korrespondierendes Mitglied der Heidelberger Akademie der Wissenschaften
- 2002 Gründungssprecher und Mitglied des Center for Interdisciplinary Nanostructure Science and Technology - CINSaT
- 2004 Mitglied der Deutschen Akademie der Technikwissenschaften (Acatech)